# Толмачёв, Николай Павлович
Никола́й Па́влович Толмачёв (22 февраля 1917 года — 10 марта 1988 года) — советский артиллерист, полковник Советской армии, участник советско-финской и Великой Отечественной войн, в послевоенные годы — преподаватель Военной академии имени М. В. Фрунзе. Герой Советского Союза (1940).

## Биография
Родился 22 февраля 1917 года в Твери в семье губернского секретаря, дворянина  Павла Ивановича Толмачёва и крестьянки Дарьи Фёдоровны. Окончил 10 классов средней школы (ныне средняя общеобразовательная школа № 25 Твери), работал железнодорожным рабочим на станции Калинин.
В Рабоче-крестьянской Красной армии с августа 1936 года, призван Калининский райвоенкоматом. В 1936 году окончил Киевское артиллерийское училище.
Принимал участие в советско-финской войне, командовал батареей 291-го лёгкого артиллерийского полка 136-я стрелковой дивизии 13-я армии Северо-Западного фронта.
Лейтенант Толмачёв отличился в ходе боёв у деревень Кююреля (ныне посёлок Красносельское Ленинградской области), Конгаспелто, Муола (ныне посёлок Правдино Ленинградской области), Илъвес, где с 9 по 16 февраля 1940 года подчинённая ему батарея уничтожила большое количество живой силы и 14 огневых точек противника. Оставшись на наблюдательном пункте за командира дивизиона, умело управлял огнём батарей и метким огнём срывал вражеские атаки. Был ранен и контужен, но не покинул поле боя.
Указом Президиума Верховного Совета СССР от 7 апреля 1940 года за мужество и героизм, проявленные в боях с финнами, Толмачёву было присвоено звание Героя Советского Союза.
После завершения советско-финской войны Толмачёв окончил 1 курс Военной академии имени Ф. Э. Дзержинского.
В боях Великой Отечественной войны с лета 1941 года. Воевал в должностях командира батареи, дивизиона, артиллерии дивизии и пушечного полка на Северо-Западном (июнь 1941 года — июль 1942 года), Юго-Западном (июль 1942 года — август 1944 года), 2-м (август 1944 года — апрель 1945 года) и 1-м (с апреля 1945 года) Белорусском фронтах.
В боях на Северо-Западном фронте был легко ранен, отправлен в госпиталь. После излечения вернулся на фронт, принимал участие в обороне Москвы и Сталинградской битве. Принимал участие в освобождении Варшавы и взятии Кёнигсберга.

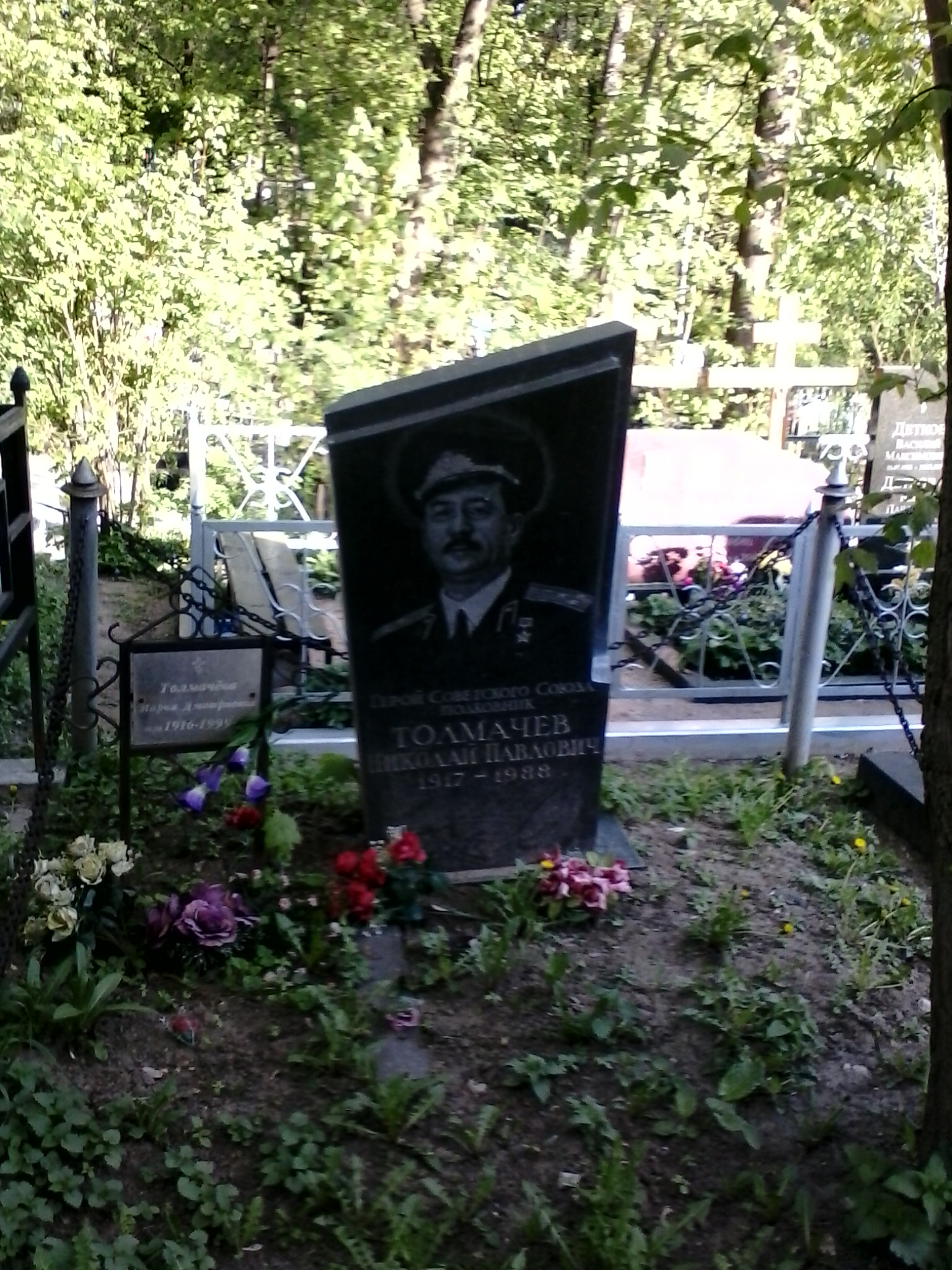
Могила Толмачёва на Введенском кладбище Москвы

В августе-сентябре 1944 года отличился при форсировании реки Нарев и взятии Остроленка, был награждён орденом Отечественной войны I степени.
В ходе ожесточенных боёв за польский город Гдыню в марте 1945 года подполковник Николай Толмачёв командовал 1220-м гаубичным полком 58-й гаубичной артиллерийской бригады, который взаимодействовал с подразделениями Войска Польского. Поставленная командованием задача была выполнена, полк награждён орденом Кутузова и удостоен почётного наименования «Гдыньский». Сам Толмачёв был награждён орденом Красного Знамени.
Под командованием Толмачёва полк участвовал в боях за Кюстринский плацдарм, в Зеловско-Берлинской операции, в форсировании Шпреи, в штурме Берлина. Отличился в боях по прорыву немецкой обороны на западном берегу Одера и на ближайших подступах к Берлину, был награждён вторым орденом Красного Знамени.
После войны продолжил службу в Вооружённых Силах СССР. В 1947 году вступил в ВКП(б). В 1950 году закончил Военную академия имени Фрунзе, затем преподавал в этой академии.
В 1976 году ушёл в запас в звании полковника. Работал в институте Министерства монтажных работ и специального строительства СССР.
Умер 10 марта 1988 года в Москве. Был похоронен на Введенском кладбище (участок 30).

## Награды
Удостоен ряда государственных советских и зарубежных наград:
- Герой Советского Союза (Указ Президиума Верховного Совета СССР от 7 апреля 1940 года, орден Ленина и медаль «Золотая Звезда» № 419)[2];
- три ордена Красного Знамени (27 апреля 1944 года, 19 мая 1945 года, …)[7];
- два ордена Отечественной войны I степени — (20 октября 1944 года, 1985 год)[2][7];
- орден Красной Звезды[2];
- орден «За службу Родине в Вооружённых Силах СССР» III степени[2];
- медали СССР;
- два ордена и 8 медалей иностранных государств[8].